# Brug 2091

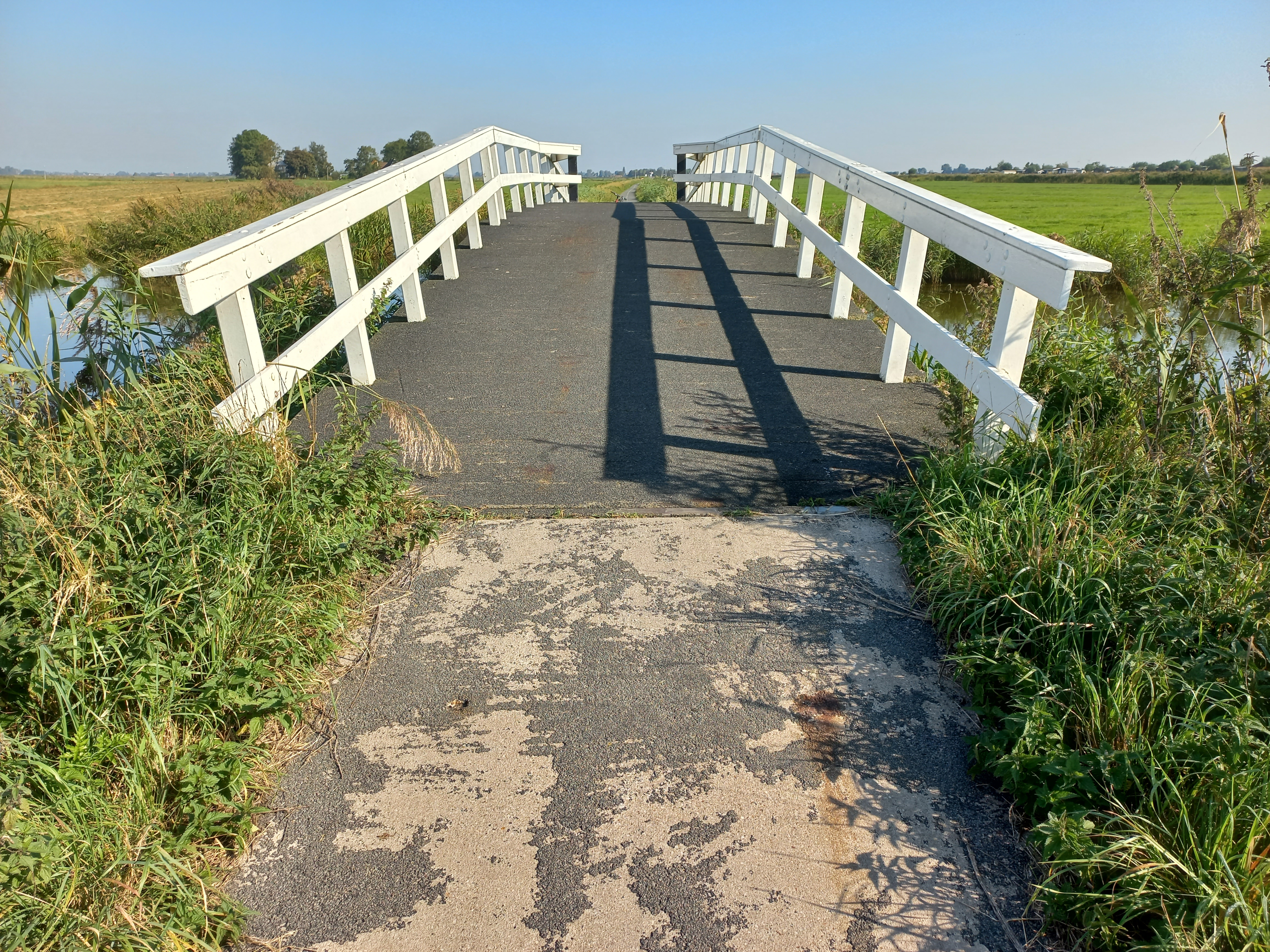
Brug 2091 richting Holysloot (september 2024)

Brug 2091 is een voet- en fietsbrug in Amsterdam-Noord.

## Geschiedenis
De brug werd aangelegd in een gebied dat eeuwenlang dient tot landbouw en veeteelt. De graslanden behoorden tot 1921 tot de gemeente Ransdorp. In dat jaar ging die gemeente Ransdorp over naar de gemeente Amsterdam. Daar waar dat in Amsterdam-West, Amsterdam-Oost en Amsterdam-Zuid gedwongen ging, sloot Ransdorp zich min of meer vrijwillig aan bij Amsterdam. Er was binnen die gemeente onvoldoende geld om zichzelf te (blijven) redden. Er zou in de loop der jaren nog een verschil optreden met de drie andere stadsdelen. West, Oost en Zuid werden relatief snel volgebouwd. Het gebied van de gemeente Ransdorp lag echter zo ver weg van de stadsbebouwing dat het groen bleef. De komst van de Rijksweg 10 (Ringweg) veranderde daar ter plekke niet veel aan. Wel kwam er naar het zuiden toen horizonvervuiling, maar de stadsbebouwing van Amsterdam bleef grotendeels binnen die ring.
Zo ontstond een gebied dat ook in de 21e eeuw Landelijk Noord wordt genoemd. Op enkele woonkernen en een enkele boerderij na is het gebied groen. Voor het gebied rondom Brug 2091 geldt dat nog meer dan elders. De driehoek Durgerdam, Ransdorp en Holysloot was voor wat bebouwing vrijwel leeg. De stadsbebouwing was eigenlijk nauwelijks zichtbaar, want Amsterdam bouwde in Noord voornamelijk laagbouw, totdat in de jaren zestig en zeventig de hoge flats kwamen, zoals bijvoorbeeld in de Molenwijk. Echter daarna stokte het wat betreft hoogbouw, totdat in de 21e eeuw Amsterdam-Noord te maken kreeg met hogere grondprijzen, waardoor er meer hoogbouw kwam. Die hoogbouw werd veelal gebouwd binnen de ringweg (Rijksweg 10).

## Brug

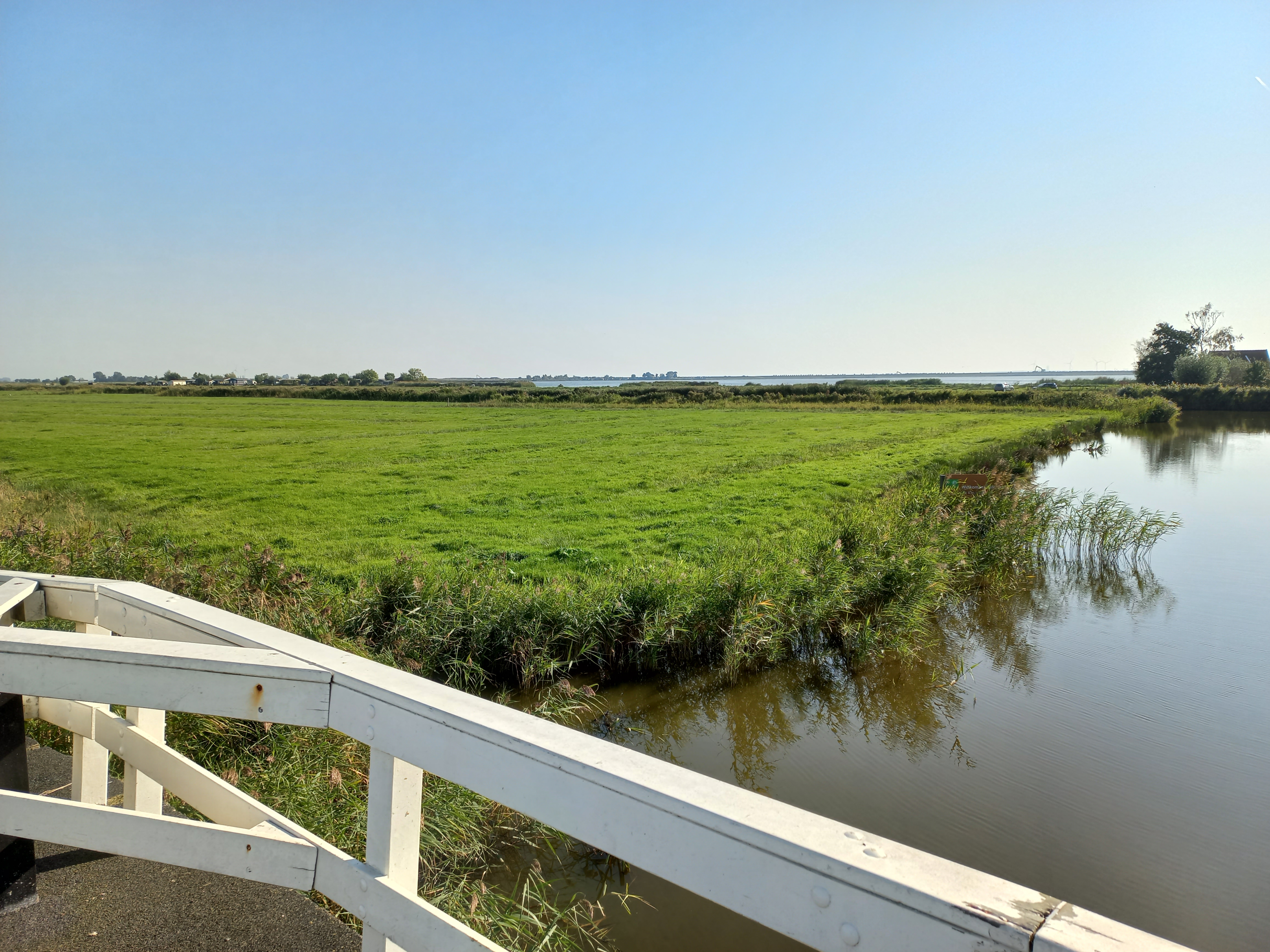
Uitzicht brug 2091 richting Kinselmeer (september 2024)

Amsterdam beloofde tijdens de overname van het gebied, dat er verbetering kwam binnen de infrastructuur. Die bestond grotendeels uit landweggetjes en kleine bruggetjes, maar veelal moest men behoorlijk omrijden om van dorp tot dorp te geraken. Zo moest verkeer tussen Durgerdam en Holysloot tot circa 1980 omrijden via Ransdorp; een weg bestaande uit een driekwart cirkel met oude namen als Durgerdammergouw (gouw is landweg) en Bloemendalergouw. In genoemd jaar werd er voor voetgangers en fietsers een verbinding aangelegd om die route te verkorten (snelverkeer moet ook in 2025 omrijden). Over de breedste watergang Achter Twiske uitstromend in het Kinselmeer was een brug nodig. Die watergang is dermate breed dat de brug ondersteund moest worden door twee series brugpijlers met daarop jukken. Tussen landhoofden en de pijlers kwamen stalen liggers, waarop een houten brugdek kwam, dat drie segmenten heeft: oprit, centrale overspanning en afrit. In de centrale overspanning is een snelheidsbeperkende constructie geplaatst. Ook de enigszins wijkende leuningen annex balustraden zijn van hout. De brug is minstens één keer gerenoveerd mede als gevolg van de inklinkende veenbodem onder het pad, terwijl fundering, pijlers en brug niet wegzakken.
Vooralsnog is er geen naam gegeven aan de brug; ook het voet- en fietspad is naamloos. Het fietspad loopt op enkele meters parallel aan restanten van het Goudriaankanaal.
<<< · 2000 · 2001 · 2002 · 2003 · 2004 · 2005 · 2006 · 2007 · 2008 · 2009 · 2010 · 2011 · 2012 · 2013 · 2014 · 2015 · 2016 · 2017 · 2018 · 2019 · 2020 · 2021 · 2022 · 2023 · 2025 · 2026 · 2027 · 2028 · 2029 · 2030 · 2031 · 2032 · 2033 · 2034 · 2035 · 2036 · 2037 · 2038 · 2039 · 2040 · 2041 · 2042 · 2043 · 2044 · 2045 · 2046 · 2047 · 2048 · 2050 · 2051 · 2054 · 2060 · 2080 · 2085 · 2086 · 2087 · 2088 · 2089 · 2090 · 2091 · 2092 · 2093 · 2094 · 2095 · 2096 · 2097 · 2098 · 2099
De overige brugnummers waren in januari 2022 (nog) niet bekend; de Uyllanderbrug ligt officieel in Diemen, maar heeft de Amsterdamse nummering 2007.